# Кох, Ллойд
Ллойд Боуэн Кох (англ. Lloyd Bowen Koch, 17 июня 1931, Питермарицбург, ЮАС — 16 апреля 2013, Уэст-Байфлит, Суррей, Англия, Великобритания) — южнородезийский и южноафриканский крикетист, хоккеист (хоккей на траве), нападающий.

## Биография
Ллойд Кох родился 17 июня 1931 года в южноафриканском городе Питермарицбург.
В 1964 году вошёл в состав сборной Южной Родезии по хоккею на траве на Олимпийских играх в Токио, поделившей 11-12-е места. Играл на позиции нападающего, провёл 6 матчей, забил 1 мяч в ворота сборной Новой Зеландии. Был капитаном команды и знаменосцем сборной Южной Родезии на церемонии открытия Олимпиады.
Также играл в крикет, был универсалом. Выступал за команды Оранжевого свободного государства (1948—1955), Наталя (1955—1958), Южной Родезии (1958—1961), а также провёл 2 неофициальных матча за сборную ЮАС в сезоне-1949/50. Сыграл 46 первоклассных матчей.
Умер 16 апреля 2013 года в британской деревне Уэст-Байфлит в Англии.